# Sibling Rivalry (альбом)
Sibling Rivalry — двенадцатый студийный альбом The Doobie Brothers, вышедший 3 октября 2000 года.
Эта работа стала первой студийной записью группы после Brotherhood 1991 года. Она стала единственным студийным альбомом Doobie Brothers, в котором были представлены вокальные партии барабанщика Кита Кнудсена и мультиинструменталиста Джона Макфи, оба они вернулись в группу в 1993 году после одиннадцатилетнего отсутствия.

## Продвижение
Выпуском пластинки на территории США занималась компания Pyramid Records через дистрибьюторские возможности WEA. Релиз на физических носителях должен был состояться 3 октября 2000 года. За три недели до этого, 12 сентября, 4 песни нового диска стали доступны к прослушиванию на сайте imix.com. В тот же день веб-ресурс опубликовал эксклюзивный концертный альбом Live Millennium с записью 15 самых известных хитов ансамбля. Он существовал только в виде цифрового релиза. На сайте можно было оформить заказ на его персональную копию на компакт-диске, куда, по желанию, можно было дополнительно добавить вышеупомянутые 4 студийные песни из Sibling Rivalry.

## Восприятие
Первая реакция критики на Sibling Rivalry была скорее негативной. Так Марк Коулман и Бен Сисарио в своей статье для альманаха The Rolling Stone Album Guide назвали музыку на пластике тщетной попыткой группы заставить работать свою старую формулу, отметив, что при этом «Майкл Макдональд мудро предпочёл остаться в стороне». Канадская газета Vancouver Sun назвала альбом «винтажным софт-роком», хотя и «не очень мучительным испытанием».
Ретроспективные рецензии были уже более благосклонны. Ник ДеРизо, составлявший в 2021 году рейтинг студийных альбомов The Doobie Brothers для Ultimate Classic Rock, писал, что после провала предыдущего студийника Brotherhood, где музыканты пытались следовать веяниям времени, теперь они благоразумно решили не изобретать ничего нового и вернуться к своим корням. К воспроизведению звука периода The Captain and Me, который опирался на баланс между «инь-звучанием ресторанной группы Джонстона и ян-тяготением к южным традициям Патрика Симмонса». Эндрю Вэнс из AllMusic и вовсе назвал эту попытку «роскошным восстановлением джинсового духа Южной Калифорнии ранних семидесятых».

## Список композиций
| №   | Название                    | Автор(ы)                                           | Ведущий вокал               | Длительность |
| --- | --------------------------- | -------------------------------------------------- | --------------------------- | ------------ |
| 1.  | «People Gotta Love Again»   | Том Джонстон                                       | Том Джонстон                | 4:48         |
| 2.  | «Leave My Heartache Behind» | Патрик Симмонс                                     | Патрик Симмонс              | 3:54         |
| 3.  | «Ordinary Man»              | Боб Бангертер, Майкл Рафф, Нейда Бекетт            | Патрик Симмонс              | 4:00         |
| 4.  | «Jericho»                   | Том Джонстон                                       | Том Джонстон                | 5:04         |
| 5.  | «On Every Corner»           | Кит Кнудсен, Зик Зимгибель                         | Кит Кнудсен                 | 4:11         |
| 6.  | «Angels of Madness»         | Гай Эллисон, Майкл Хоссек, Джон Макфи              | Джон Макфи                  | 4:40         |
| 7.  | «45th Floor»                | Билл Чамплин, Том Джонстон                         | Том Джонстон                | 5:09         |
| 8.  | «Can’t Stand to Lose»       | Джон Коуэн, Расти Янг                              | Патрик Симмонс              | 3:56         |
| 9.  | «Higher Ground»             | Билл Чамплин, Тамара Чамплин, Том Джонстон         | Том Джонстон                | 4:19         |
| 10. | «Gates of Eden»             | Гай Эллисон, Кит Кнудсен                           | Кит Кнудсен                 | 4:59         |
| 11. | «Don’t Be Afraid»           | Патрик Симмонс, Крис Соммер-Симмонс, Боб Бангертер | Патрик Симмонс              | 5:47         |
| 12. | «Rocking Horse»             | Гай Эллисон, Кит Кнудсен                           | Том Джонстон                | 6:27         |
| 13. | «Five Corners»              | Джон Макфи, Патрик Симмонс                         | инструментальная композиция | 1:52         |

| №   | Название                  | Автор(ы)  | Ведущий вокал | Длительность |
| --- | ------------------------- | --------- | ------------- | ------------ |
| 14. | «Little Bitty Pretty One» | Бобби Дей | Том Джонстон  | 4:42         |

## Участники записи
Приведены по сведениям базы данных Discogs.
The Doobie Brothers:
- Том Джонстон[англ.] — гитара, вокал, бэк-вокал, акустические гитары, электрогитары
- Патрик Симмонс[англ.] — гитара, банджо, вокал
- Джон Макфи[англ.] — гитара, добро, педальная слайд-гитара, губная гармоника, скрипка, мандолина, вокал
- Кит Кнудсен[англ.] — ударные, перкуссия, вокал
- Майкл Хоссек — ударные, перкуссия

| Приглашённые музыканты: - Гай Эллисон — клавишные, вокал, бэк-вокал - Марио Чиполлина — бас (в песнях 1 и 9) - Джон Коуэн — бас (в песне 2) - Джордж Хокинс (младший) — бас (в песнях 5, 10 и 12) - Боб Бангертер — акустическая ритм-гитара (в песнях 3 и 11) - Марк Руссо — валторна, саксофон - Крис Томпсон — бэк-вокал (в песнях 5, 10 и 12) - Максейн Льюис — бэк-вокал (в песнях 4 и 9) - Ивонн Уильямс — бэк-вокал (в песнях 4 и 9) - Билл Чамплин — бэк-вокал (в песнях 5 и 9) - Крис Соммер-Симмонс — бэк-вокал (в песне 11) - Лил Патрик Харли Симмонс — бэк-вокал (в песне 11) | Технический персонал: - The Doobie Brothers — музыкальный продюсер - Гай Эллисон — музыкальный продюсер, звукоинженер, аранжировщик - Терри Нельсон — музыкальный продюсер, звукоинженер, менеджер проекта - Джон Макфи — звукоинженер - Линн Петерсон — звукоинженер - Дэйв Рассел — звукоинженер - Стив Дженевик — инженер сведения, ассистент звукоинженера - Джо Печерилло — инженер сведения - Эллиот Шайнер — инженер сведения - Тед Йенсен — инженер мастеринга - Майкл А. Бек — арт-директор - Джош Лео — креативный консультант - Стэнли Маус — дизайн обложки |